# Palazzo Mellini-Fossi
Palazzo Mellini o Mellini-Fossi si trova a Firenze in via de' Benci 20.

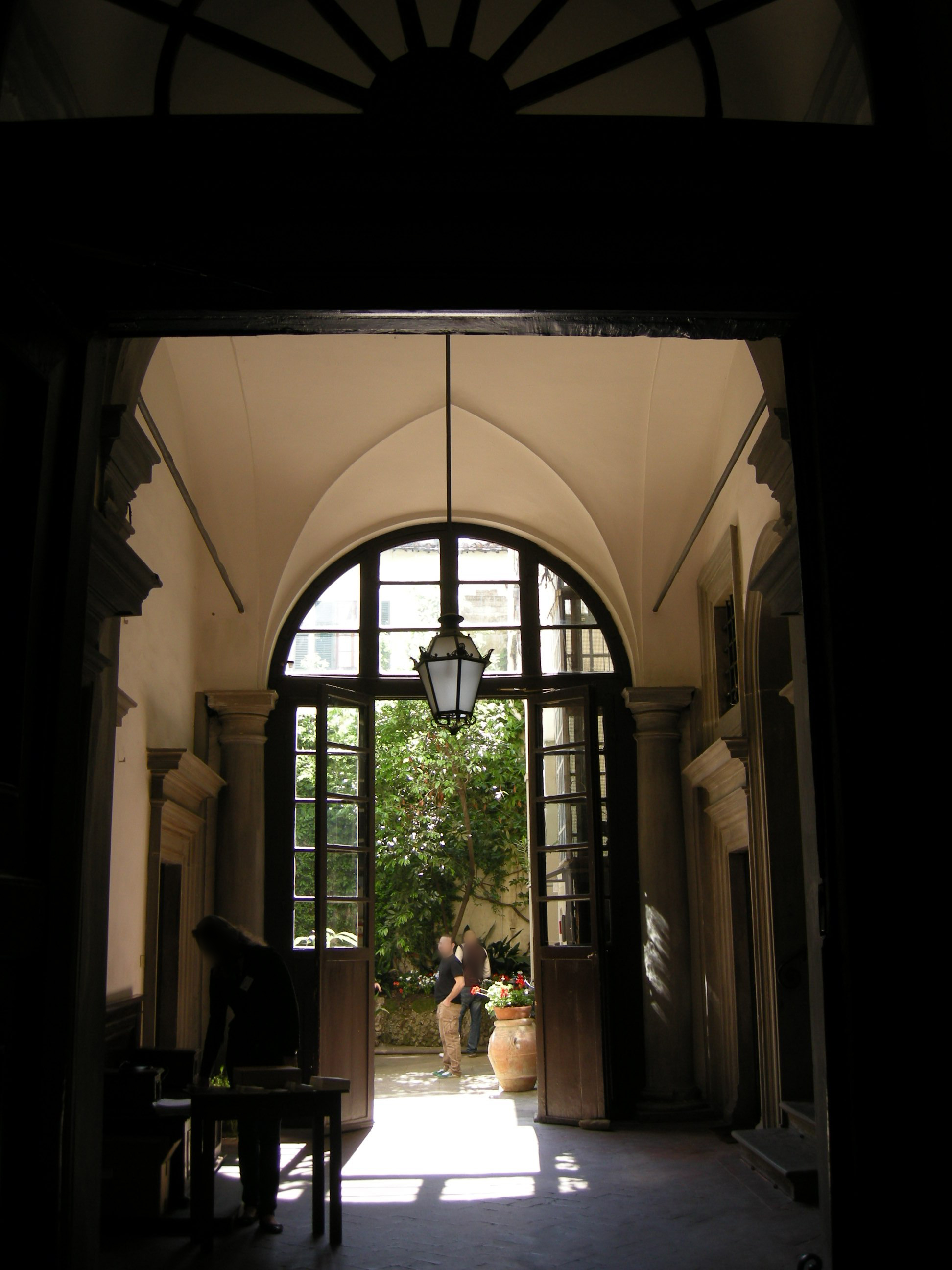
Androne

## Storia
Originariamente fu costruito nel Quattrocento per gli Alberti, che possedevano dal Trecento la maggior parte degli edifici su questo lato della strada, chiamata, non a caso, "Corso degli Alberti". Nel 1456 una serie di proprietà in questo sito venne venduta da Francesco di Altobianco Alberti a da Duccio di Noferi Mellini, esponente di una famiglia di mercanti originaria di Vicchio, che fin dagli anni ottanta del Trecento avevano partecipato attivamente alla vita politica della Repubblica e aveva anche donato alla vicina basilica di Santa Croce il pulpito di Benedetto da Maiano.
Tra la fine del Quattrocento e i primi del Cinquecento fu costruito l'attuale palazzo per volontà di Noferi di Duccio: per quanto una tradizione lo voglia su progetto di Michelangelo Buonarroti (negli interni un vano scale affiancato da due porte con un elaborato sistema di cornici in pietra serena mostrerebbe in effetti una certa analogia con un disegno dell'artista), presenta forme che rimandano sostanzialmente alle coeve architetture di Simone del Pollaiolo detto il Cronaca e di Baccio d'Agnolo. Completato verso il 1575 per volere di Domenico di Marco Mellini, modificando parzialmente il precedente impianto, il palazzo è stato successivamente proprietà di varie famiglie. Gli affreschi sulla facciata, peculiarità del palazzo, furono commissionati dai Mellini verso il 1575 al non altrimenti noto pittore e decoratore olandese Giovanni Stolf, su cartoni di Francesco Salviati; studi più recenti tuttavia riconducono questi affreschi a Jacopo Coppi, stabilendo anche che un "Giovanni Stolf" non sia mai esistito. Così come riporta Agostino Lapini nel suo Diario Fiorentino dal 1552 al 1596: «Et in questo 1575, pochi giorni innanzi la Festa di San Giovanni, si scoperse la prima facciata dipinta delle case in Firenze, che fu quella del Vigna, che è dei Nunziati artefici, e la seconda fu quella del Mellino da Santa Croce dove è la Storia di Perseo dipinta medesimamente con colori».
Il palazzo venne venduto per tremila scudi a Bernardo di ser Alessandro Guidi Arrighi nel 1634, e da allora cambiò diversi proprietari: i Quaratesi (1705), i Coppi (1842), i Lecchini e infine i Fossi (1890), tramite il marchese Federico, i cui discendenti lo posseggono tutt'oggi.
La decorazione della facciata, più volte segnalata dalla letteratura (assieme alla volta di un gabinetto terreno affrescato dallo stesso Salviati e a una statua di Esculapio del Giambologna posta a capo della scala), è rimasta a lungo occultata sotto uno spesso strato di sporco che la rendeva illeggibile. Nel 1938 fu imposto al marchese Federico Fossi il restauro del fronte, in occasione della venuta a Firenze di Hitler del maggio di quell'anno, ma per mancanza di fondi fu eseguita (fortunatamente, visti i limiti delle metodiche del tempo) solo una semplice spolveratura, che non migliorò di molto la situazione. Il sorprendente recupero del ciclo venne infine compiuto grazie ad un intervento di restauro eseguito tra il 1994 e il 1996 con la direzione del cantiere affidata all'ingegnere Rolando Chiodi (incaricato dalla proprietà che ha sostenuto gli ingenti costi dei lavori), il coordinamento di Andrea Todorow e la collaborazione e il supporto tecnico scientifico dell'Opificio delle Pietre Dure e della Soprintendenza per i Beni Ambientali e Architettonici di Firenze.
Ad oggi, purtroppo, la visibilità del ciclo pittorico risulta già parzialmente ridotta per le polveri depositatesi sulla superficie pittorica, e per gli altri fattori di degrado legati all'inquinamento ambientale della zona.
Il palazzo appare (come palazzo Coppi) nell'elenco redatto nel 1901 dalla Direzione Generale delle Antichità e Belle Arti, quale edificio monumentale da considerare patrimonio artistico nazionale, ed è sottoposto a vincolo architettonico dal 1936.
Esiste un palazzo Mellini anche in via de' Neri 1.

## Descrizione

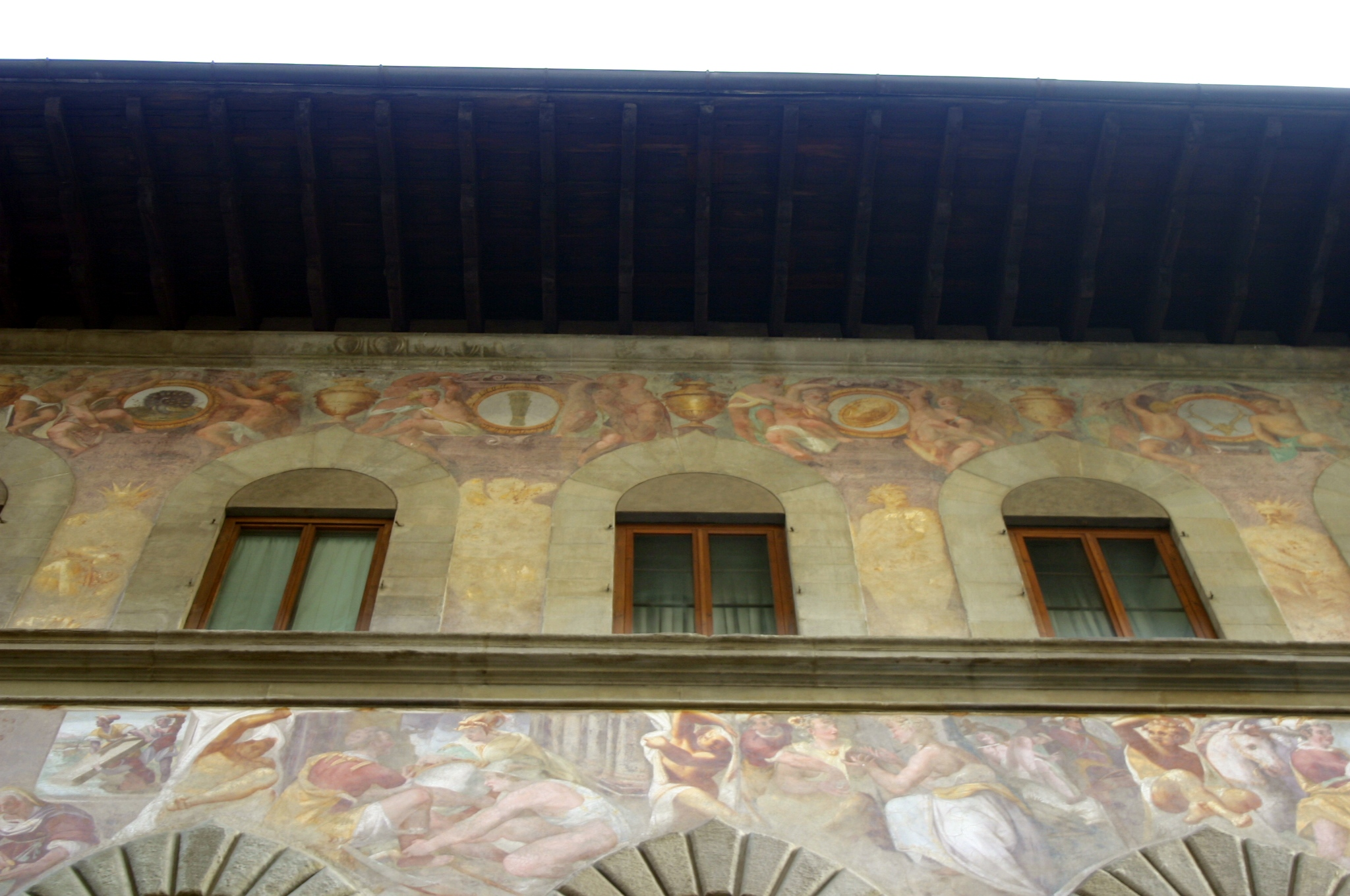
Registro superiore

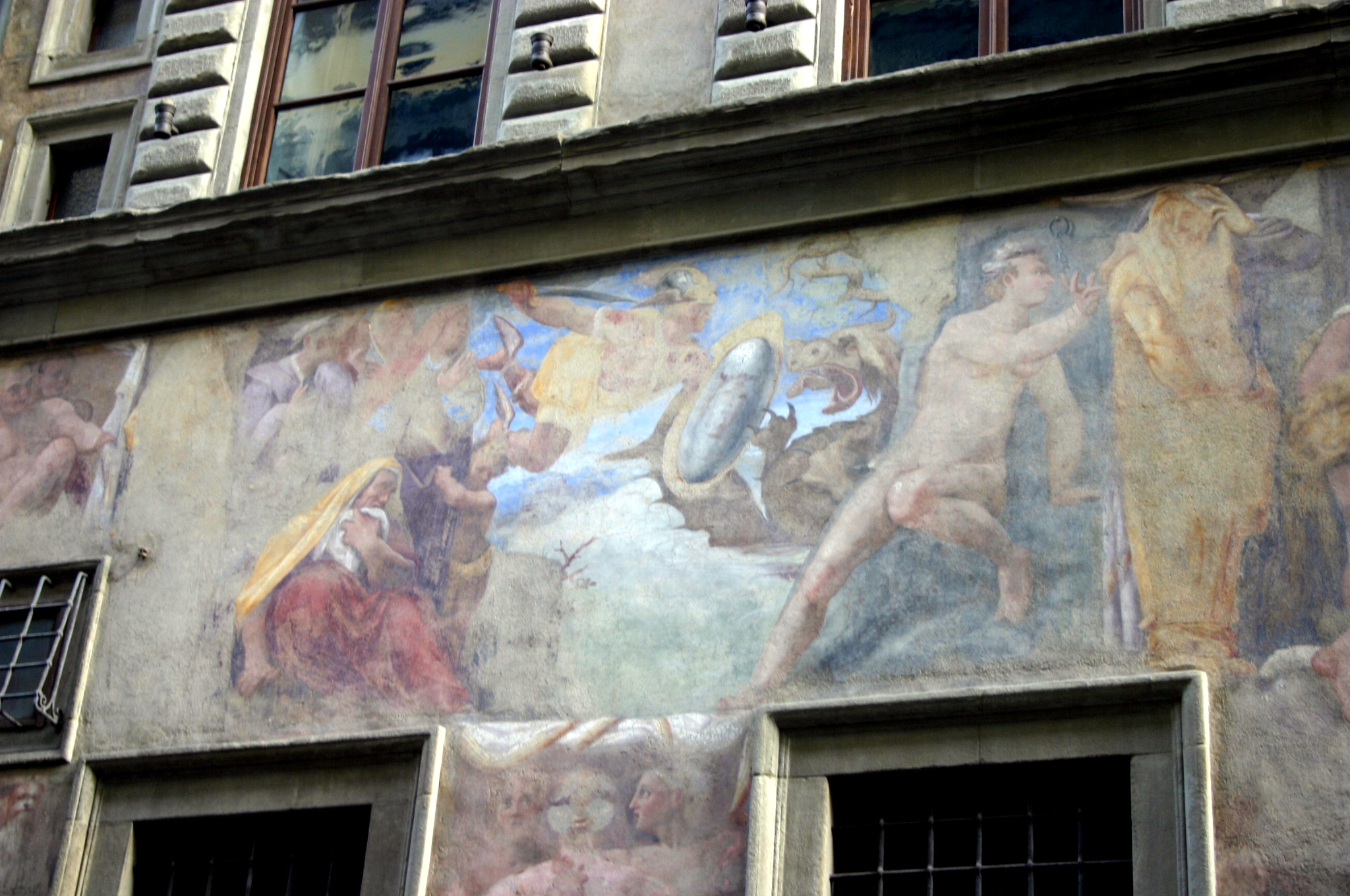
Perseo e Andromeda

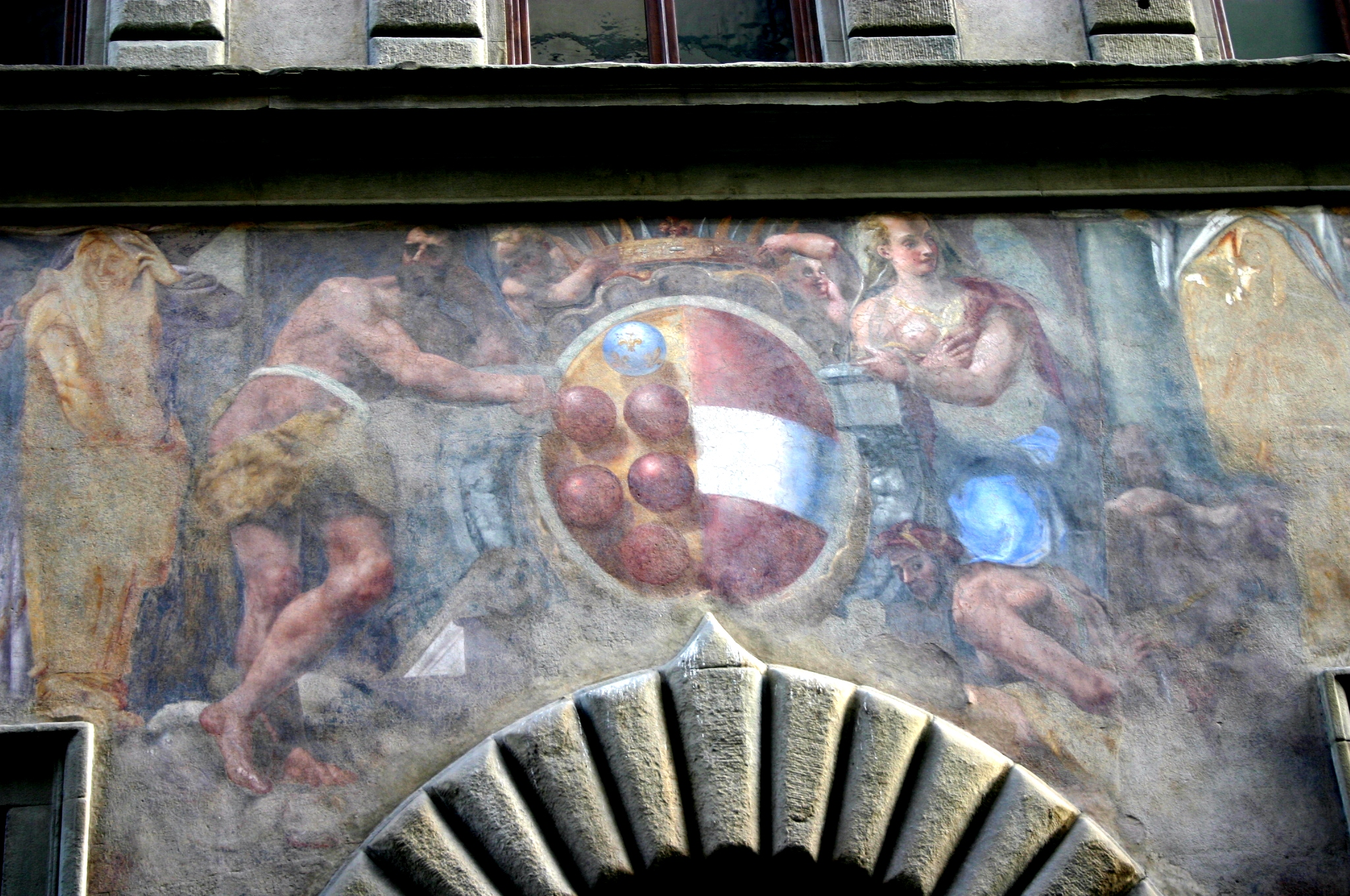
Stemma Medici-Asburgo

L'aspetto esterno del palazzo è solido, con panca di via, il portale e le finestre dei piani superiori riquadrate da uno spesso bugnato, mentre al pian terreno le aperture presentano cornici rettangolari più semplici. Il cornicione è uno dei più significativi esempi in città per la lavorazione e per l'aggetto.
Accanto al portale principale esiste una buchetta usata per vendere il vino, un'attività tipica delle grandi famiglie proprietarie di vigneti, che nei secoli precedenti vendevano direttamente dai loro palazzi tramite queste buche larghe appena da far passare una bottiglia.
Al 36 rosso si trova un edificio di pertinenza addossato, di quattro piani su due assi. In quanto destinato a locali di servizio, non presenta sul fronte elementi architettonici di particolare interesse. Si segnalano, nel locale al terreno adibito ad attività commerciale, porzioni a vista dell'originaria muratura medievale.

### Affreschi della facciata
Gli affreschi ingentiliscono la facciata e sono divisi in tre fasce dalle cornici marcapiano. Essi, molto danneggiati dalle intemperie e dalle alluvioni (più di una soprattutto in questa zona), sono stati restaurati recentemente e riportati alla luce con risultati straordinari. La fascia al pian terreno al di sotto del livello dei davanzali delle finestre, è comunque irrimediabilmente svanita per colpa delle inondazioni, tra cui quella gravissima del 1966.
Il tema del ciclo, legato a complesse allegorie mitologiche, è noto grazie agli appunti raccolti nel Diario fiorentino di A. Lapini, che li descrisse nel 1596, e dalla menzione di G. Cinelli nelle Bellezze della città di Firenze (1677). Lapini non manca di ricordare come la facciata di palazzo Mellini fu la seconda in tutta Firenze a ricevere tale tipo di decorazione, preceduta solo da palazzo Nunzianti (1575).
Sono rappresentati un corteo di personaggi mitologici che rappresentano il mito di Danae e Perseo dalle Metamorfosi di Ovidio, dipinti secondo lo stile manierista.
A partire dall'ultimo piano, dove due putti nel sottogronda aprono teatralmente una tenda come per invitare i passanti ad assistere a una rappresentazione scenica, si vede un fregio con sei vasi da fiori alternati ad altrettanti medaglioni, con una serie di animali (pipistrello, pavone, Pegaso) ed oggetti simbolici o araldici (clava o pestello, scudo, teschio di cervo). Sempre nell'ultimo registro, ai lati delle finestre, si trovano sei figure dorate di poeti incoronati (o re) e una figura alata.
Nel registro mediano si dispiegano gli episodi delle storie di Perseo. Da sinistra si leggono:
1. Acrisio, padre di Danae, apprende dall'oracolo di Delfi che sarà ucciso da Perseo
2. Danae fecondata da Giove con la pioggia d'oro
3. Danae e il neonato Perseo sono chiusi in una cassa e gettati in mare per ordine di Acrisio
4. Perseo riceve da Minerva lo scudo e da Hermes i calzari alati
5. Perseo sottrae alle Graie il loro unico occhio
6. Perseo uccide Medusa
7. Perseo, con Pegaso, chiede ospitalità ad Atlante
8. Perseo ritorna con la testa sanguinante di Medusa
9. Perseo uccide il drago, libera Andromeda (registro inferiore)
10. Perseo trasforma Fineo in un sasso (registro inferiore)

Il registro inferiore è chiuso, sopra il portale, da un grande stemma Medici-Asburgo d'Austria, che celebra il matrimonio tra Cosimo II de' Medici e Maria Maddalena d'Austria. Tra le finestre si trova poi la rappresentazione delle Grazie e delle Parche.

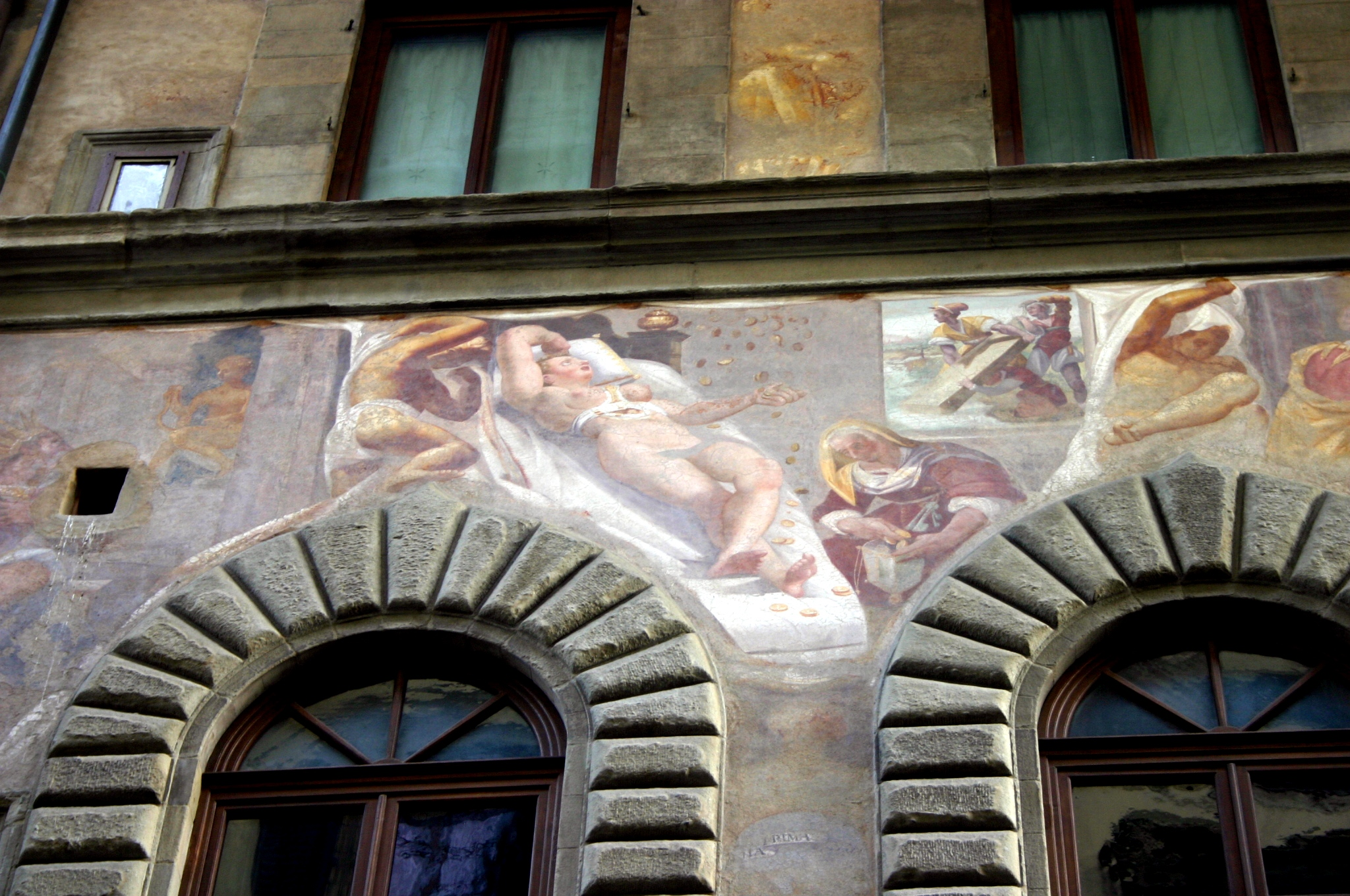
Danae e la pioggia d'oro
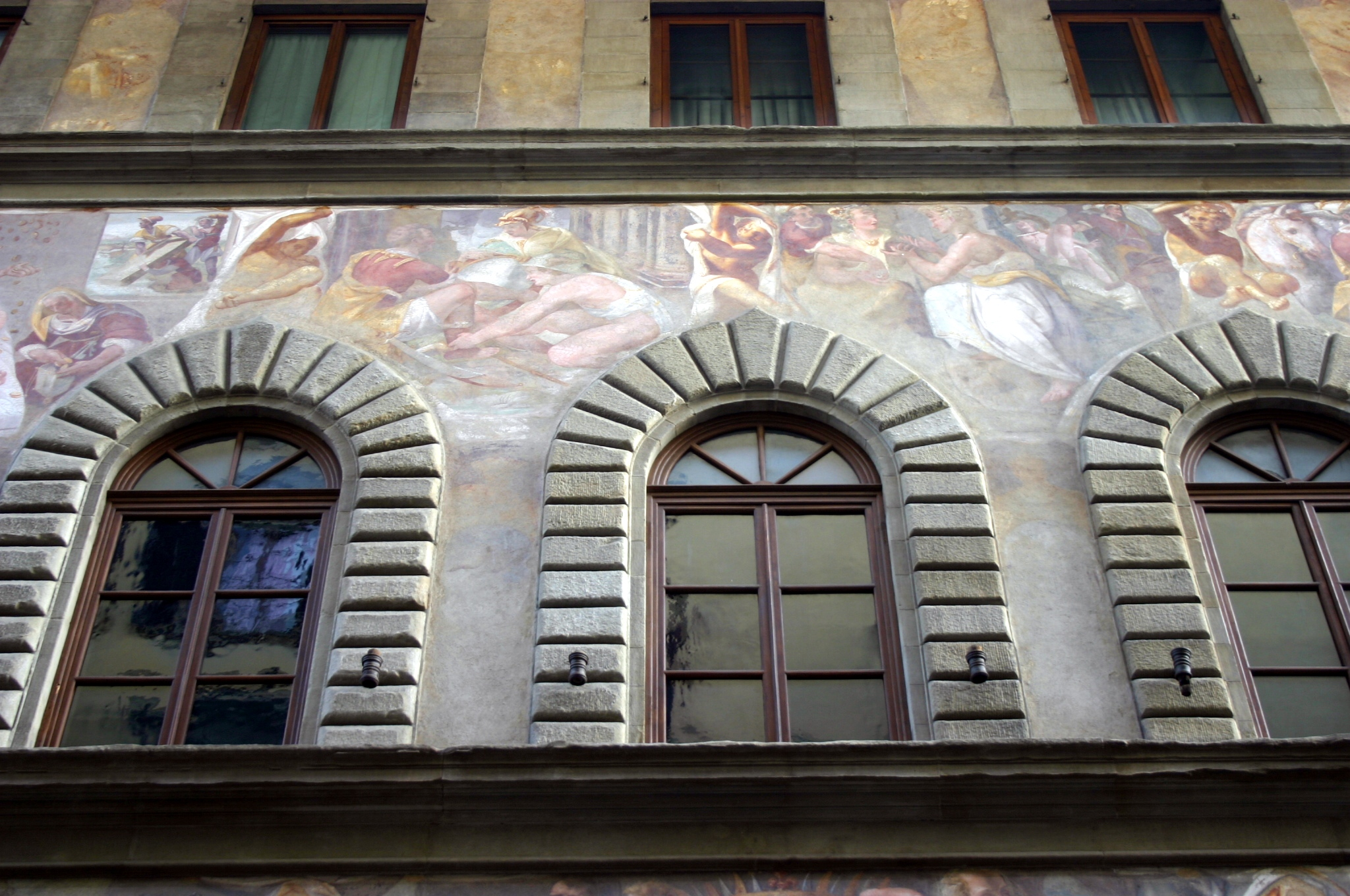
Scene 2 e 3
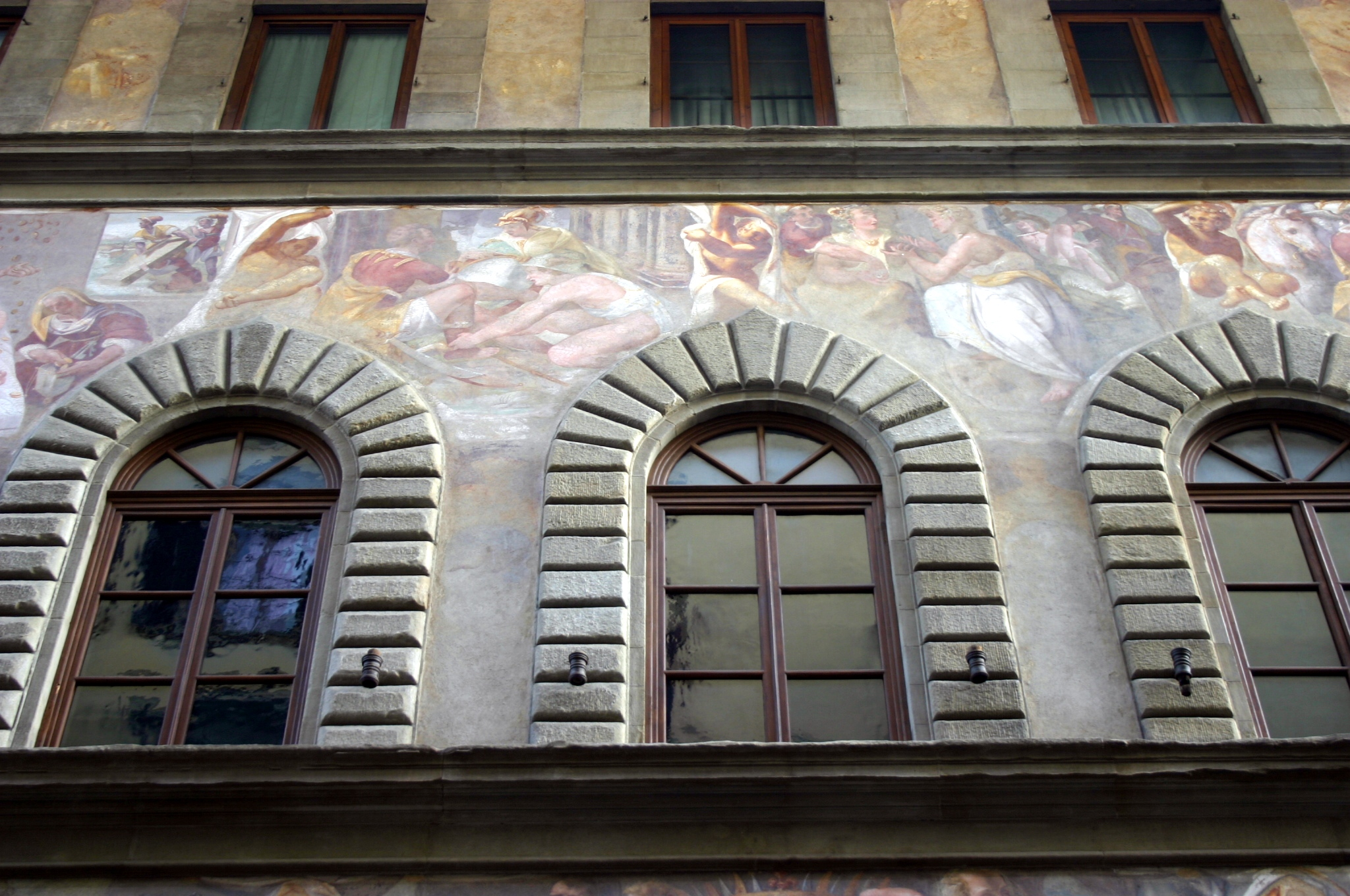
Scene 7 e 8
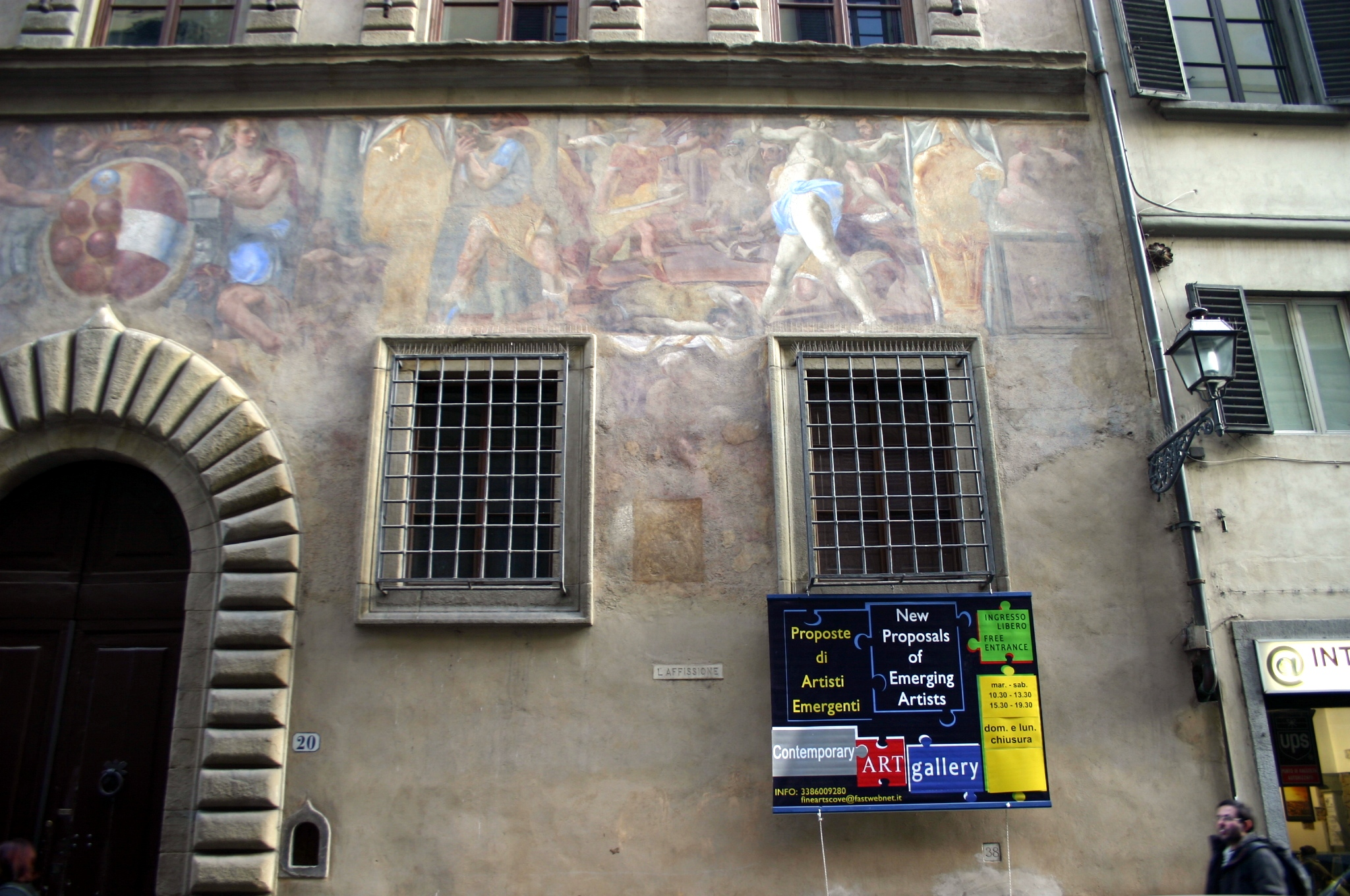
Fineo pietrificato

## Bibliografia

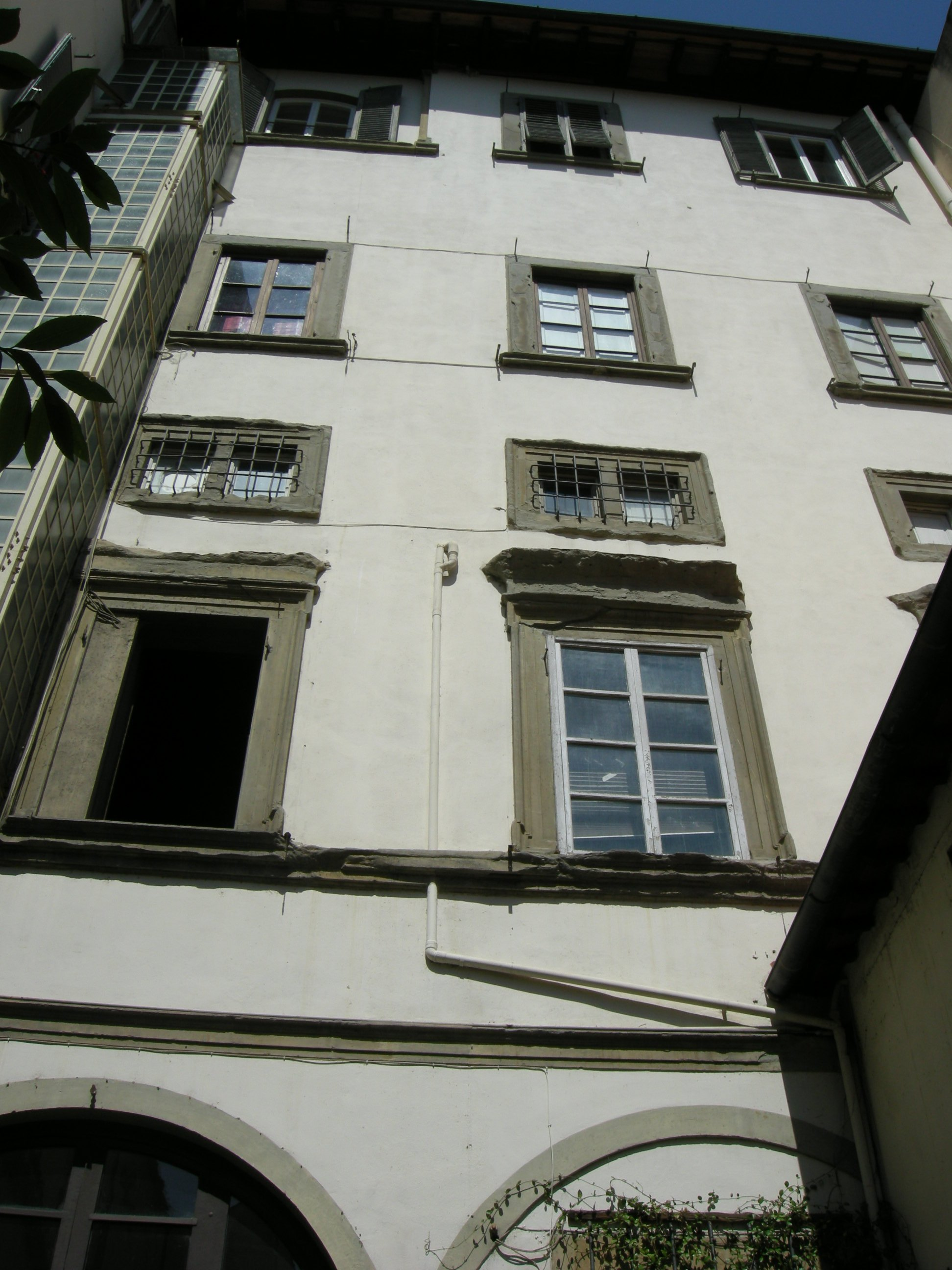
La facciata interna sul cortile

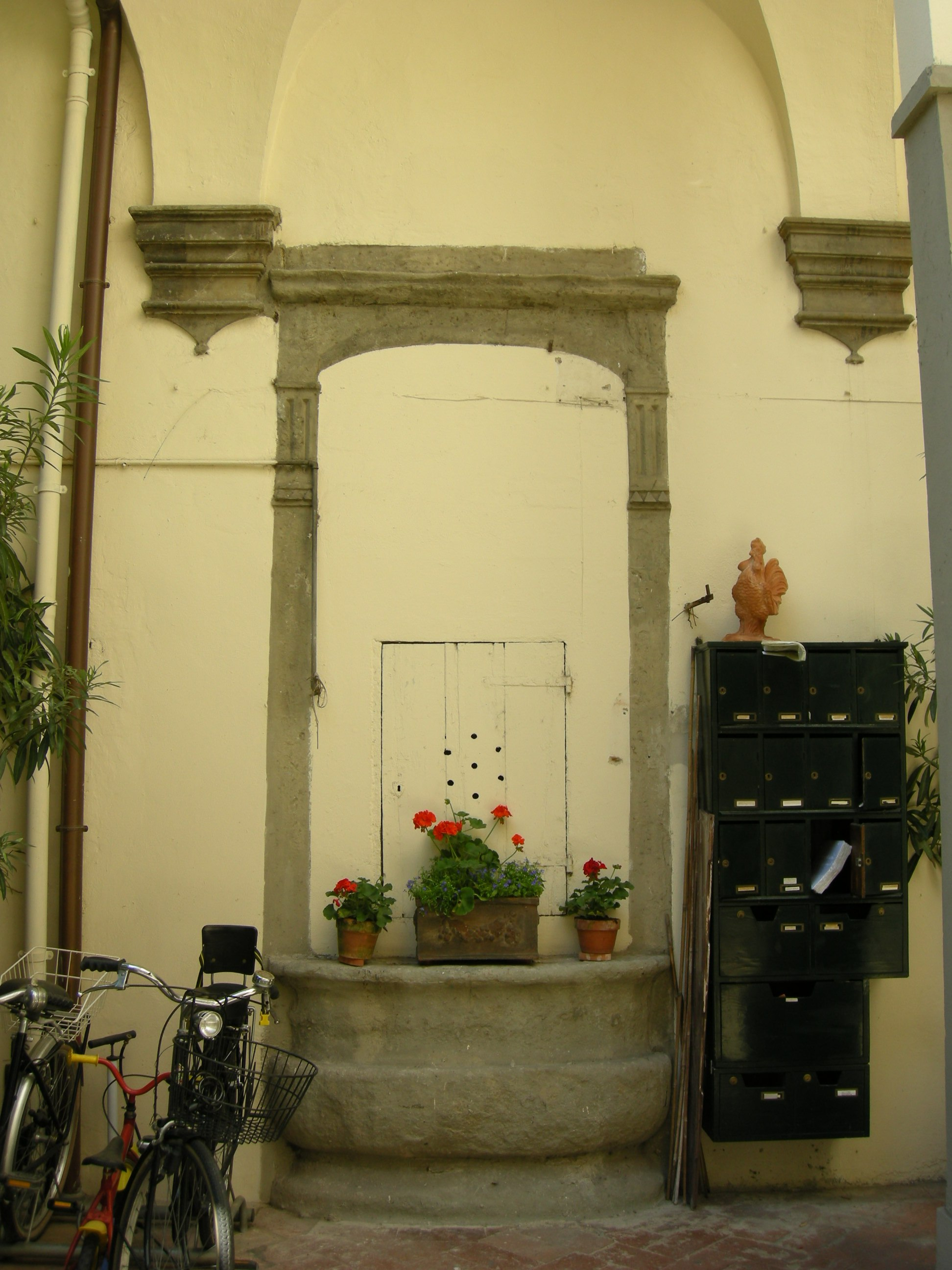
Pozzo nel cortile